# جاك دانيلز (لاعب)
جاك دانيّلز (بالإنجليزية: Jack Daniels)‏ هو لاعب كرة قاعدة أمريكي، ولد في 21 ديسمبر 1927 في تشيستر في الولايات المتحدة، وتوفي في 16 أبريل 2013 في شريفبورت في الولايات المتحدة.

## وصلات خارجية
- جاك دانيّلز على موقعبيزبول رفرنس.كوم (الدوري الرئيسي) (الإنجليزية)
- جاك دانيّلز على موقعبيزبول رفرنس.كوم (الدوري الثانوي) (الإنجليزية)